# Vu à la télé (Les Simpson)
Pour les articles homonymes, voir Vu à la télé.
Vu à la télé (Specs and the City) est le onzième épisode de la vingt-cinquième saison de la série télévisée Les Simpson et le 541e épisode de la série. Il est sorti en première sur la chaîne américaine Fox le 27 janvier 2014.

## Synopsis
Afin de surveiller constamment ses employés, Monsieur Burns leur offre des lunettes spéciales de haute technologie comme cadeau de Noël. Ces derniers ignorent que celles-ci ont pour particularité de tout voir et tout contrôler. Au fil des mois, Homer développe une addiction au port de ces lunettes, ce qui déplaît à son épouse qui réussit à le convaincre de s'en séparer de temps en temps. Mais Marge, à son tour tentée, décide de les porter en l'absence de son mari... 
De son côté, Nelson distribue des cadeaux de Saint-Valentin aux autres élèves de l’école élémentaire de Springfield et exige de recevoir une carte en retour. Réticent, Bart décide de lui en offrir une à sa façon... 

## Réception
Lors de sa première diffusion l'épisode a attiré 3,87 millions de téléspectateurs.